# Operațiunea Harmattan
Operațiunea Harmattan a fost participarea Republicii Franceze la intervenția militară a coaliției conduse de Organizația Tratatului Atlanticului de Nord împotriva Marii Jamahirii Arabe Libiene. A fost numită după Harmattan, un vânt cald și uscat de bate peste deșertul Sahara, cel mai des între noiembrie și martie.
Operațiunea Harmattan a fost complimentată de Operațiunea Zorii Odiseei a Statelor Unite ale Americii.